# Fremont, Michigan
Fremont är en ort i Newaygo County i Michigan. Vid 2020 års folkräkning hade Fremont 4 516 invånare.